# About Time (album Pennywise)
About Time – trzeci album punkrockowego zespołu Pennywise, które ukazało się na rynku 13 czerwca 1995 roku.
Mimo że album nie odniósł komercjalnego sukcesu, jest uważany za jedno z najlepszych osiągnięć tego zespołu. Utwory takie jak "Peaceful Day", "Perfect People", "Every Single Day" i "Same Old Story" są grane na niemal każdym koncercie. About Time jest także pierwszą płytą Pennywise, która znalazła się w zestawieniu "Billboard Magazine". Główne zagadnienia, jakie poruszane są na albumie to: obawa przed przemijaniem, próba kontrolowania upływającego czasu i akceptowanie tego zjawiska.
About Time jest ostatnim albumem, gdzie na basie można usłyszeć Jasona Matthewsa Thirska, który popełnił samobójstwo 29 czerwca 1996 roku.

## Skład zespołu
- Eddie Ashworth – asystent inżyniera
- Byron McMackin – perkusja
- Jerry Finn – producent, inżynier
- Fletcher Draggs – gitara
- Brett Gurewitz – producent
- Jim Lindberg – wokal
- Jason Thirsk – gitara basowa

## Lista utworów
1. "Peaceful Day" – 2:52
2. "Waste of Time" – 2:18
3. "Perfect People" – 3:04
4. "Every Single Day" – 2:39
5. "Searching" – 2:55
6. "Not Far Away" – 2:52
7. "Freebase" – 2:41
8. "It's What You Do with It" – 2:25
9. "Try" – 2:32
10. "Same Old Story" – 2:42
11. "I Won't Have It" – 2:30
12. "Killing Time" – 2:37

## Listy przebojów

### Album
"Billboard Magazine" (Ameryka Północna)
| Rok  | Zestawienie       | Pozycja |
| ---- | ----------------- | ------- |
| 1995 | The Billboard 200 | 96      |